# チェハヌフ県

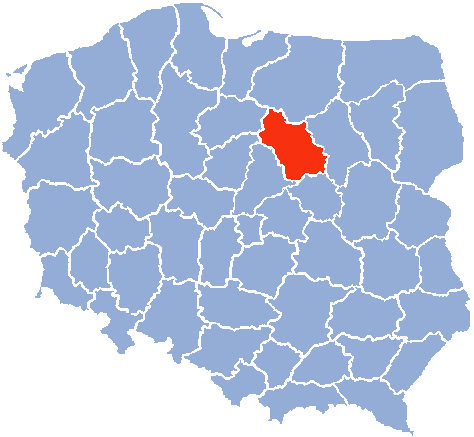
チェハヌフ県

チェハヌフ県（チェハヌフけん、ポーランド語: województwo ciechanowskie）は1975年から1998年まで存在したポーランドの県（行政区画・地方行政単位）である。1999年1月1日の地方行政区画の改正にともないマゾフシェ県になった。県都はチェハヌフ。

## 主要都市（人口は1995年時点）
- チェハヌフ（46,600人）
- ムワバ（29,800人）
- プウォンスク（22,700人）
- ジャウドボ（20,700人）